# Cellé
Cellé és un municipi francès, situat al departament del Loir i Cher i a la regió de Centre – Vall del Loira. L'any 2015 tenia 234 habitants.

## Demografia

### Població
El 2007 la població de fet de Cellé era de 256 persones. Hi havia 108 famílies, de les quals 32 eren unipersonals (16 homes vivint sols i 16 dones vivint soles), 32 parelles sense fills, 40 parelles amb fills i 4 famílies monoparentals amb fills.
La població ha evolucionat segons el següent gràfic:
Habitants censats

### Habitatges
El 2007 hi havia 139 habitatges, 108 eren l'habitatge principal de la família, 21 eren segones residències i 10 estaven desocupats. 135 eren cases i 2 eren apartaments. Dels 108 habitatges principals, 90 estaven ocupats pels seus propietaris, 15 estaven llogats i ocupats pels llogaters i 3 estaven cedits a títol gratuït; 2 tenien una cambra, 16 en tenien dues, 24 en tenien tres, 21 en tenien quatre i 45 en tenien cinc o més. 71 habitatges disposaven pel capbaix d'una plaça de pàrquing. A 58 habitatges hi havia un automòbil i a 41 n'hi havia dos o més.

### Piràmide de població
La piràmide de població per edats i sexe el 2009 era:
| Homes | Edats   | Dones |
| ----- | ------- | ----- |
| 0     | 95 o +  | 0     |
| 0     | 90 a 94 | 0     |
| 0     | 85 a 89 | 4     |
| 4     | 80 a 84 | 0     |
| 0     | 75 a 79 | 12    |
| 0     | 70 a 74 | 0     |
| 20    | 65 a 69 | 12    |
| 4     | 60 a 64 | 16    |
| 12    | 55 a 59 | 4     |
| 8     | 50 a 54 | 4     |
| 4     | 45 a 49 | 12    |
| 8     | 40 a 44 | 4     |
| 20    | 35 a 39 | 20    |
| 12    | 30 a 34 | 16    |
| 0     | 25 a 29 | 4     |
| 8     | 20 a 24 | 0     |
| 4     | 15 a 19 | 8     |
| 8     | 10 a 14 | 4     |
| 4     | 5 a 9   | 12    |
| 0     | 0 a 4   | 8     |

## Economia
El 2007 la població en edat de treballar era de 154 persones, 124 eren actives i 30 eren inactives. De les 124 persones actives 103 estaven ocupades (53 homes i 50 dones) i 21 estaven aturades (12 homes i 9 dones). De les 30 persones inactives 17 estaven jubilades, 5 estaven estudiant i 8 estaven classificades com a «altres inactius».

### Ingressos
El 2009 a Cellé hi havia 109 unitats fiscals que integraven 255 persones, la mediana anual d'ingressos fiscals per persona era de 16.778 €.

### Activitats econòmiques
Dels 6 establiments que hi havia el 2007, 1 era d'una empresa de fabricació d'altres productes industrials, 3 d'empreses de construcció, 1 d'una empresa de transport i 1 d'una empresa de serveis.
Dels 2 establiments de servei als particulars que hi havia el 2009, 1 era un paleta i 1 guixaire pintor.
L'any 2000 a Cellé hi havia 11 explotacions agrícoles que ocupaven un total de 1.168 hectàrees.

## Poblacions més properes
El següent diagrama mostra les poblacions més properes.